# Peter Joseph Neyron
Peter Joseph Neyron, auch Pierre Joseph Neyron (* 1740 in Brandenburg an der Havel; † 13. Februar 1806 in Braunschweig) war ein deutscher Jurist und Hochschullehrer.

## Leben
Er war der Sohn des aus Frankreich stammenden, hugenottischen Rektors der Ritterakademie Brandenburg, Joseph Neyron. Nach einem Studium der Theologie und später der Rechtswissenschaft erhielt er 1761 bei den Söhnen des herzoglich-sächsischen Geheimrates von Uechtritz die Stelle eines Hofmeisters, welche er 14 Jahre, zunächst in Gotha und darauffolgend in Göttingen, bekleidete. Seit 1766 studierte er Philosophie und Rechtswissenschaft in Göttingen. Neyron bestand 1775 die juristische Abschlussprüfung und wurde 1778 promoviert. Er hielt in Göttingen in einer Vakanz bis zur Aufnahme der Lehrtätigkeit von Georg Friedrich von Martens 1783 Vorlesungen in deutscher und französischer Sprache über europäisches Staatsrecht. Im Jahre 1781 begleitete er den braunschweigischen Erbprinzen Karl Georg August (1766–1806) auf einer Englandreise. Von 1782 bis zu seinem Tod war Neyron Professor für Privat- und Staatsrecht am Collegium Carolinum in Braunschweig. Daneben war er Syndikus dieser Hochschule. Seine Publikationen befassen sich insbesondere mit dem Völkerrecht.
Seit 1783 war Neyron mit der bereits verwitweten Anna Juliane Weyher aus Dettum verheiratet.

## Schriften (Auswahl)
- Essay historique et politique sur les gens et en général sur les differentes manières d’assurer les traites des ancients et des nations actuelles de l’Europe. J. C. Dieterich, Göttingen 1777, OCLC 862975950.
- De vi foederum inter gentes etc. (Dissertationsschrift), Göttingen 1778, OCLC 467012233.
- Principes du droit des gens Européen conventionnel et coutumier etc. Braunschweig 1783, OCLC 64627189.